# NGC 1903
NGC 1903 là cụm sao trong Đám mây Magellan Lớn trong chòm sao Kiếm Ngư. Nó được phát hiện vào năm 1834 bởi John Herschel với kính viễn vọng phản xạ 18,7 inch.